# Paul Connerton
Paul Connerton, född 22 april 1940 i Chesterfield i Derbyshire, död i augusti 2019, var en brittisk sociolog och socialantropolog. 

## Verk
Connerton argumenterar för en distinktion mellan tre slags minne: det personliga minnet (som har att göra med levnadshistoria och personliga upplevelser), kognitivt minne (som handlar om allmän kunskap om världen, som till exempel skämt, berättelser och matematik) och vaneminnet, habit-memory, som snarare är kroppsligt än kognitivt. Connerton hävdar att vaneminnet på ett mycket betydelsefullt sätt skapas och reproduceras via kroppsliga praktiker som ligger inbäddade i etikettregler, gester, betydelsebärande ställningar (som att sitta med benen ikors), handstil och andra förvärvade förmågor, förmågor som aktören självt normalt inte uppfattar som kulturella färdigheter utan snarare som blotta tekniska förmågor eller t.o.m. som "social instinkt". Connerton betonar de sociala och politiska innebörden i kroppens disciplinering när det gäller reproduktionen av värden, "inskriven" kunskap och sociala hierarkier. 
Connerton påpekar att det är i de förspråkliga praktiken och ritualerna, smaken och känslans kunskap, som de kraftfullaste uttrycken för historiekultur skapas. 
Connertons bok How societies remember startade en diskussion om kollektivt minne i Maurice Halbwachs efterföljd. 